# Fernando Zaparaín
Fernando Zaparaín Hernández (n. Burgos, 2 de abril de 1964) es un arquitecto, pintor y profesor universitario español.

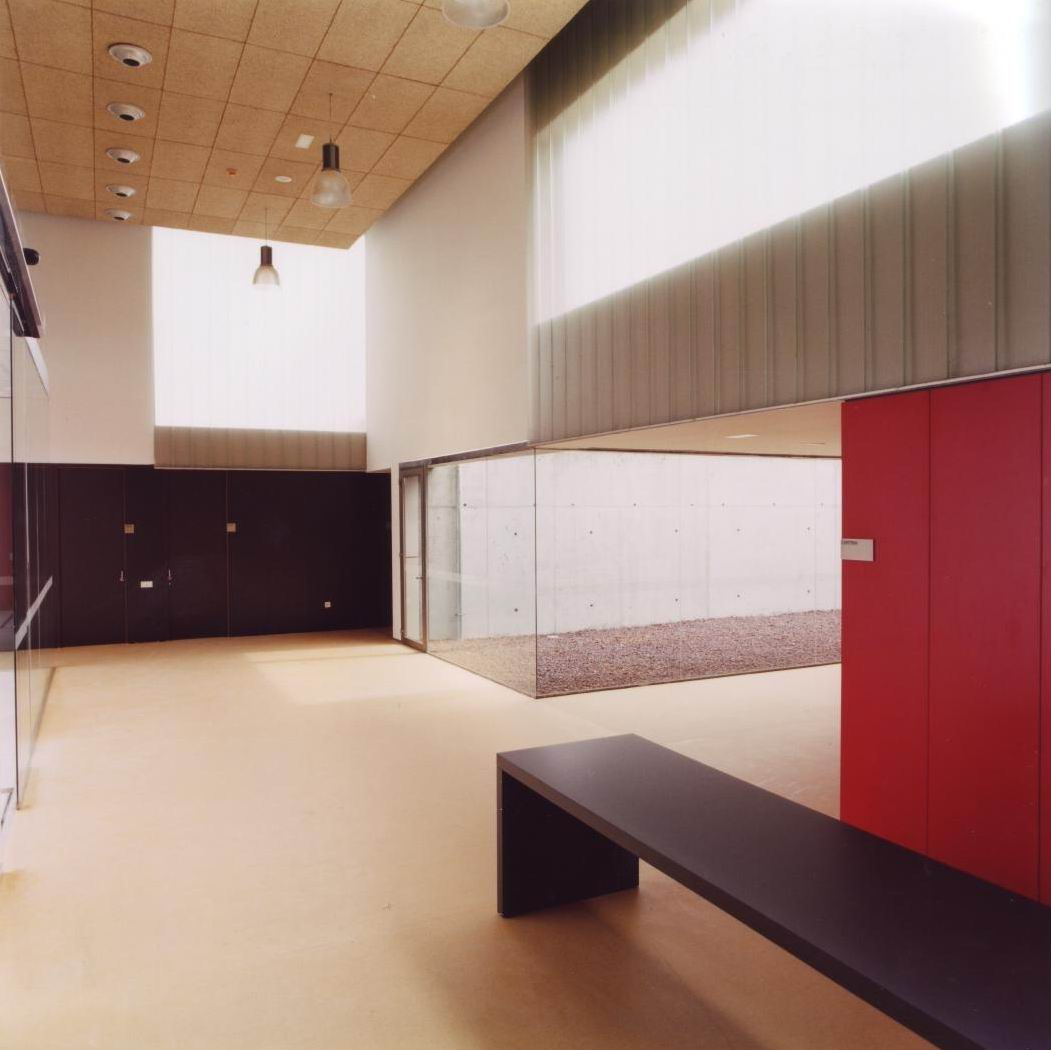
Centro residencial para lesionados medulares ASPAYM. Valladolid 2003-06

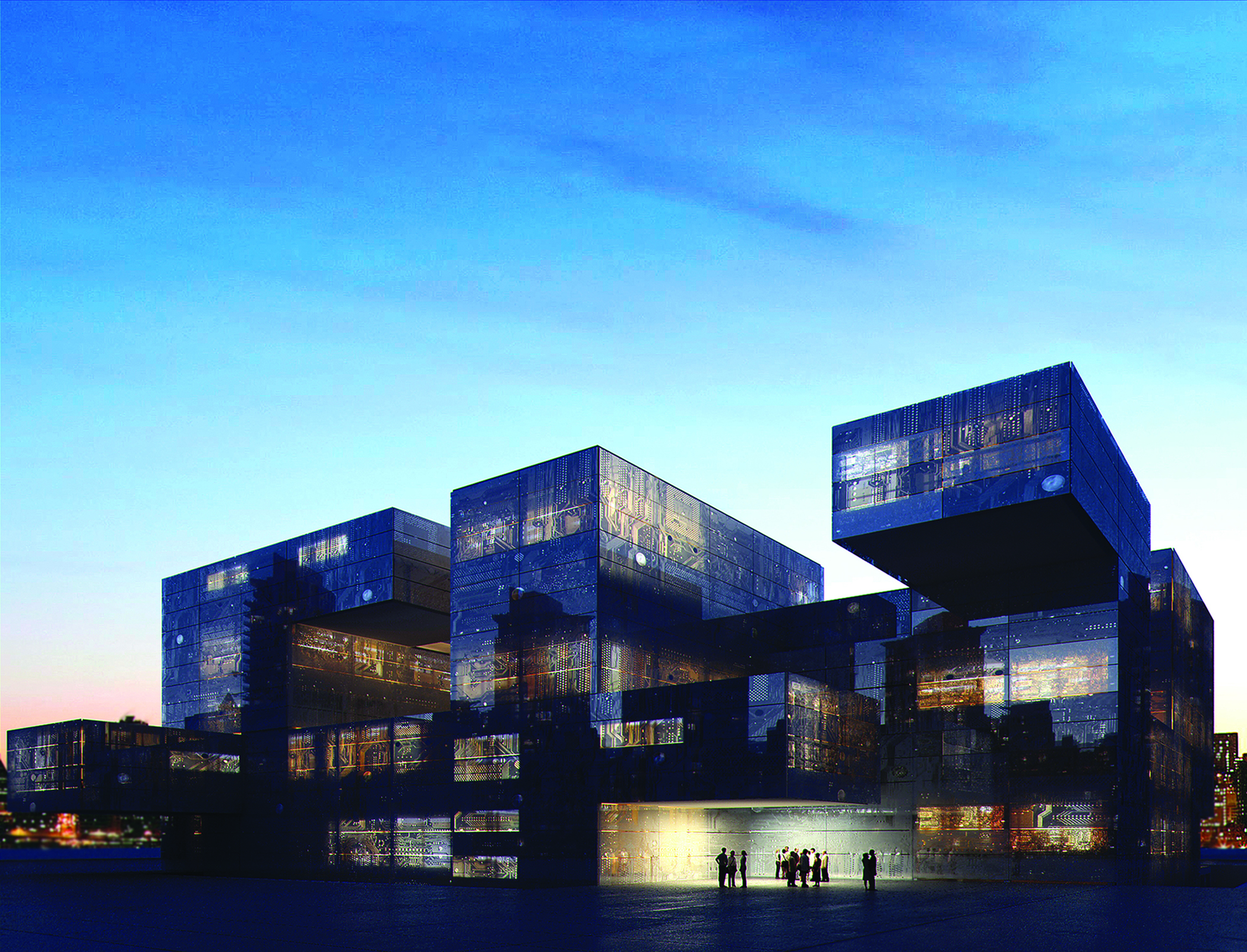
Propuesta de Centro de Proceso de Datos. Valladolid 2006

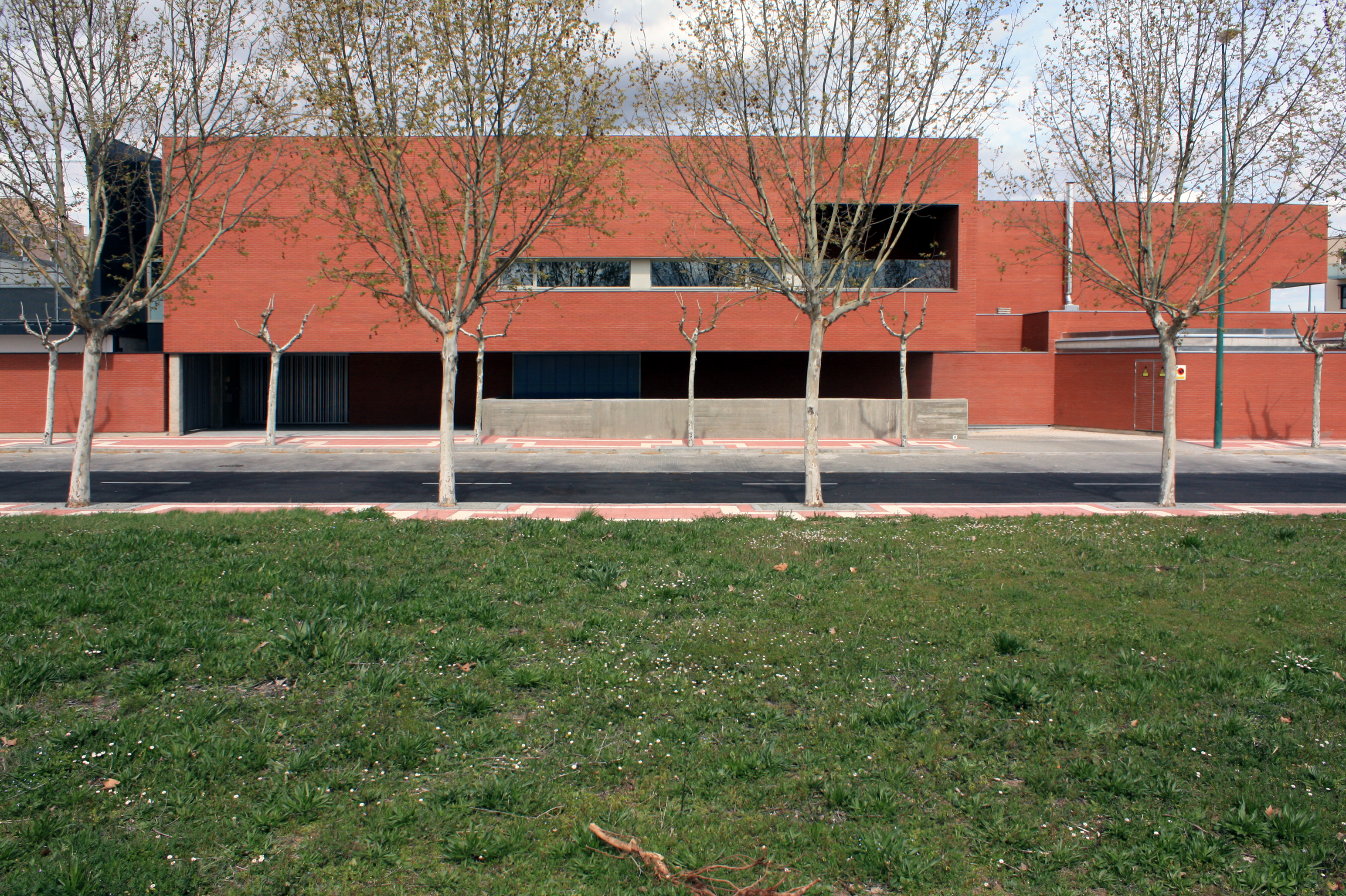
Centro Deportivo y Cultural NIARA. Valladolid 2006-10

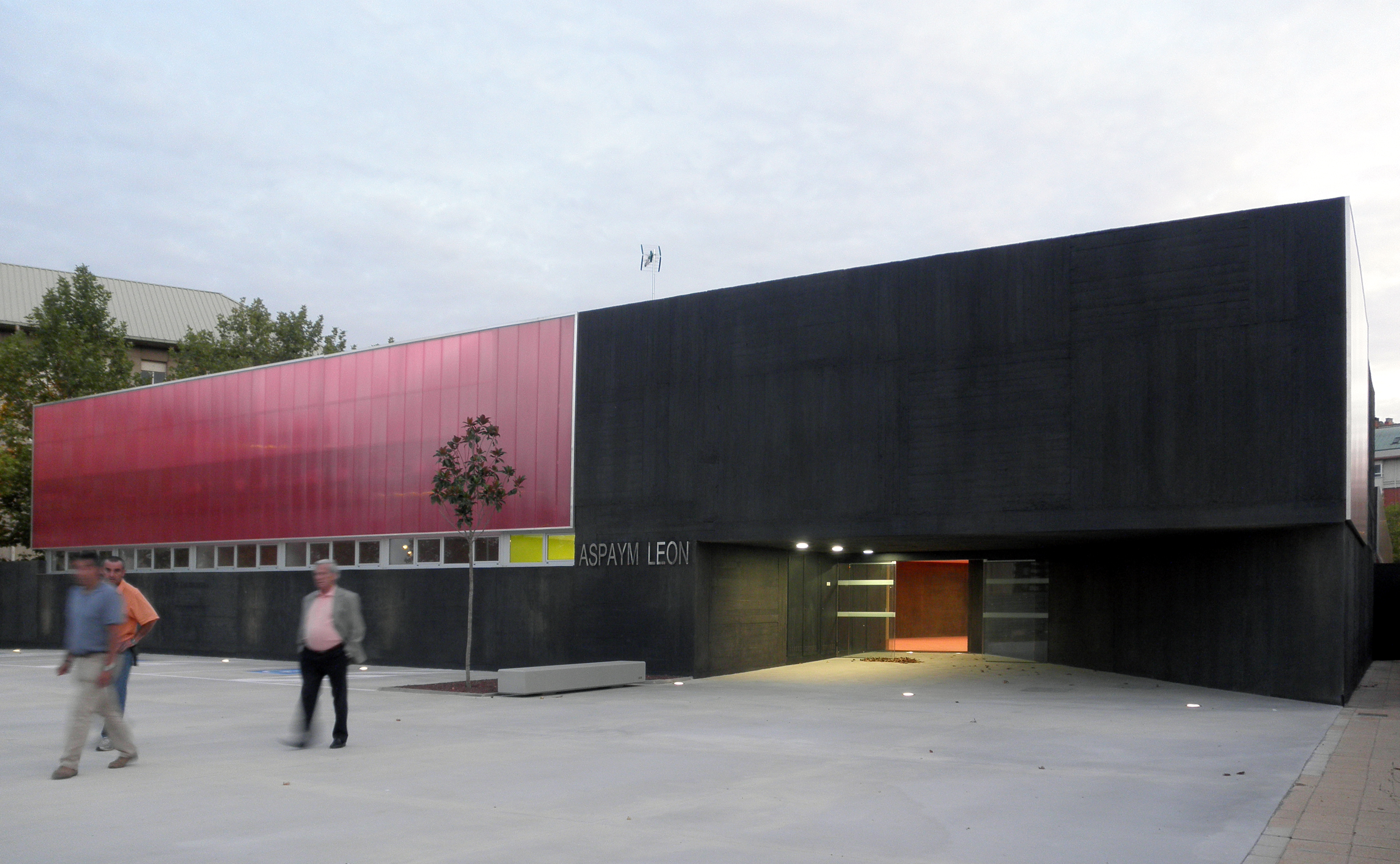
Centro de día para personas con discapacidad física ASPAYM. León 2008-12

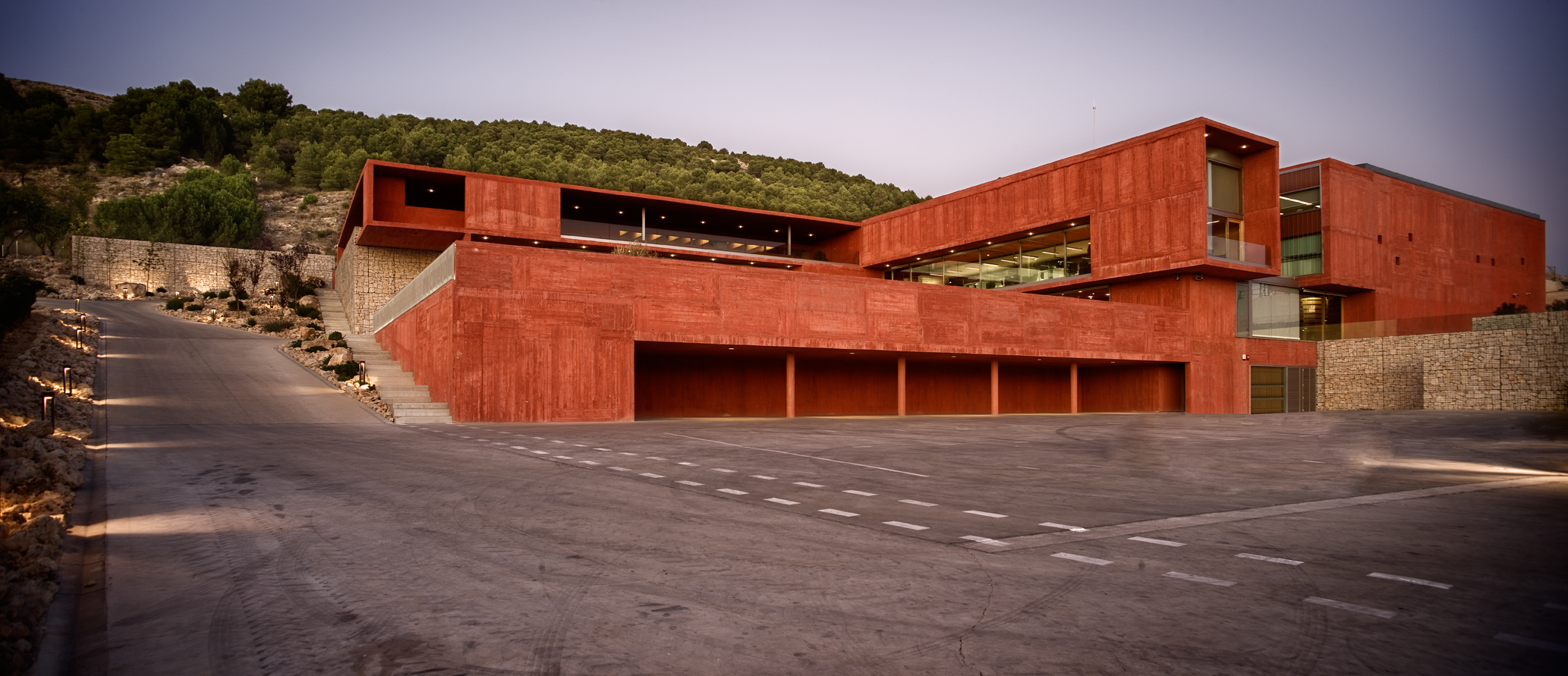
Bodega Carraovejas. Peñafiel (Valladolid) 2003-12

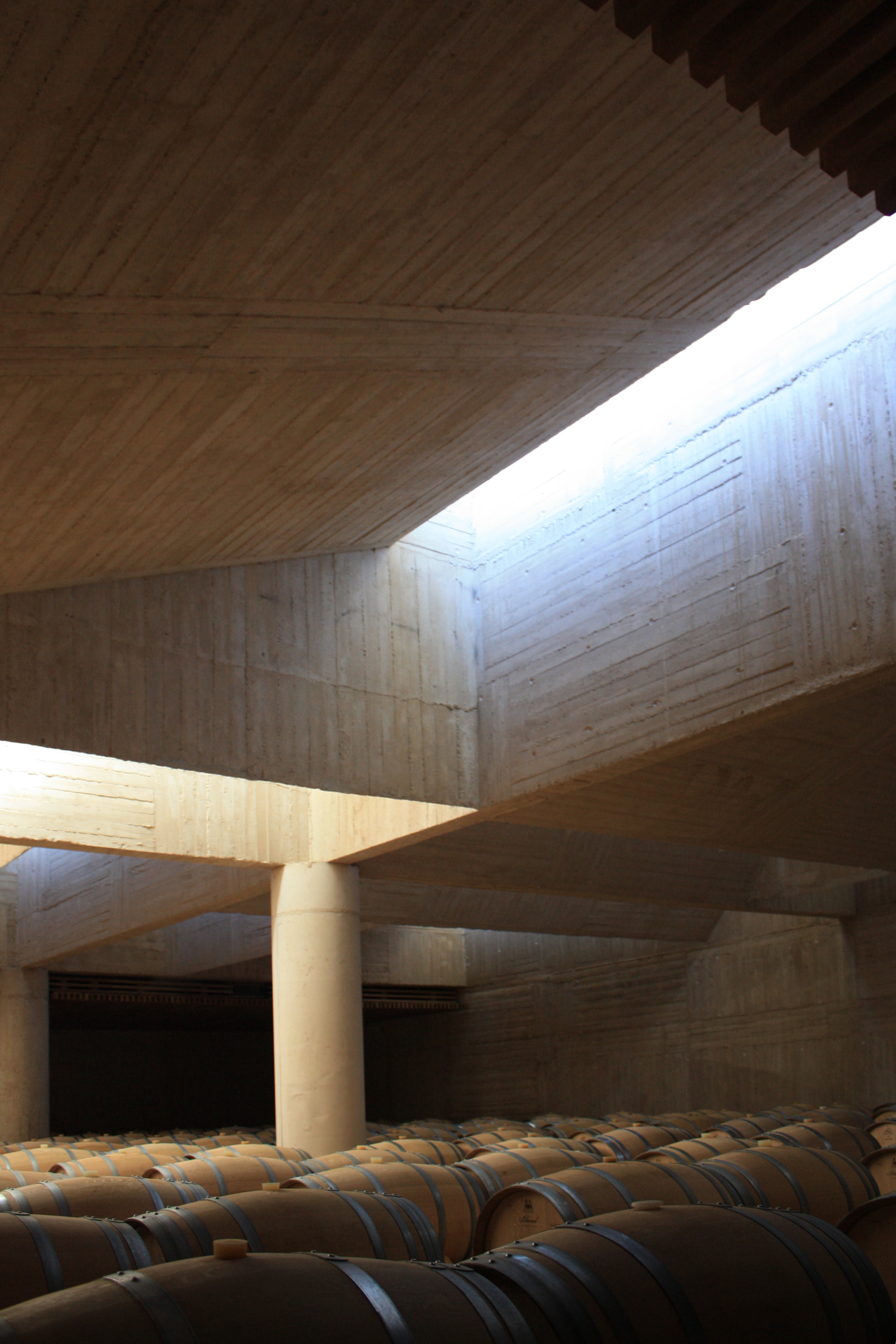
Bodega Carraovejas. Peñafiel (Valladolid) 2003-12

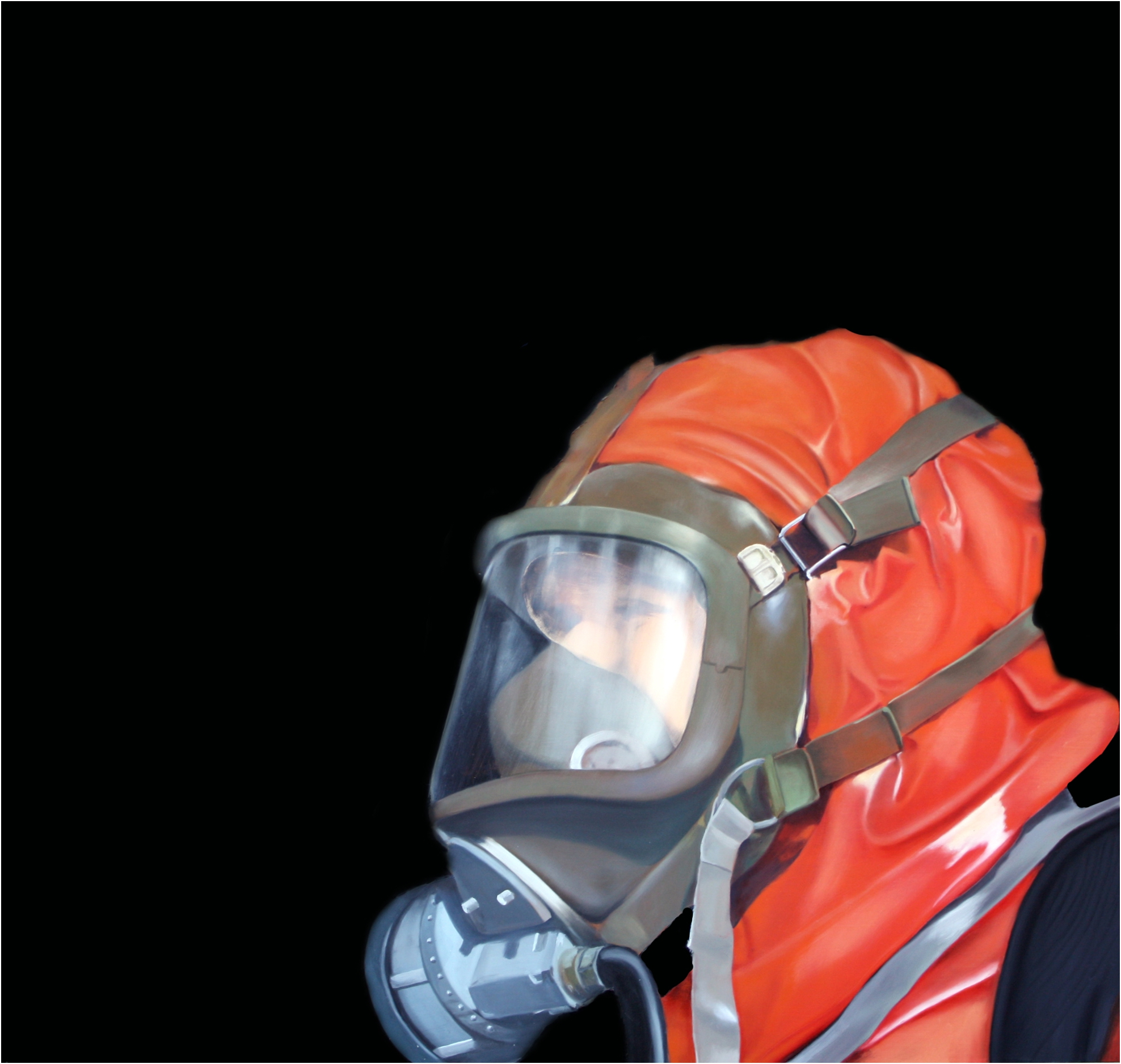
SCBA. Óleo sobre aluminio. 100x100 cm. 2011

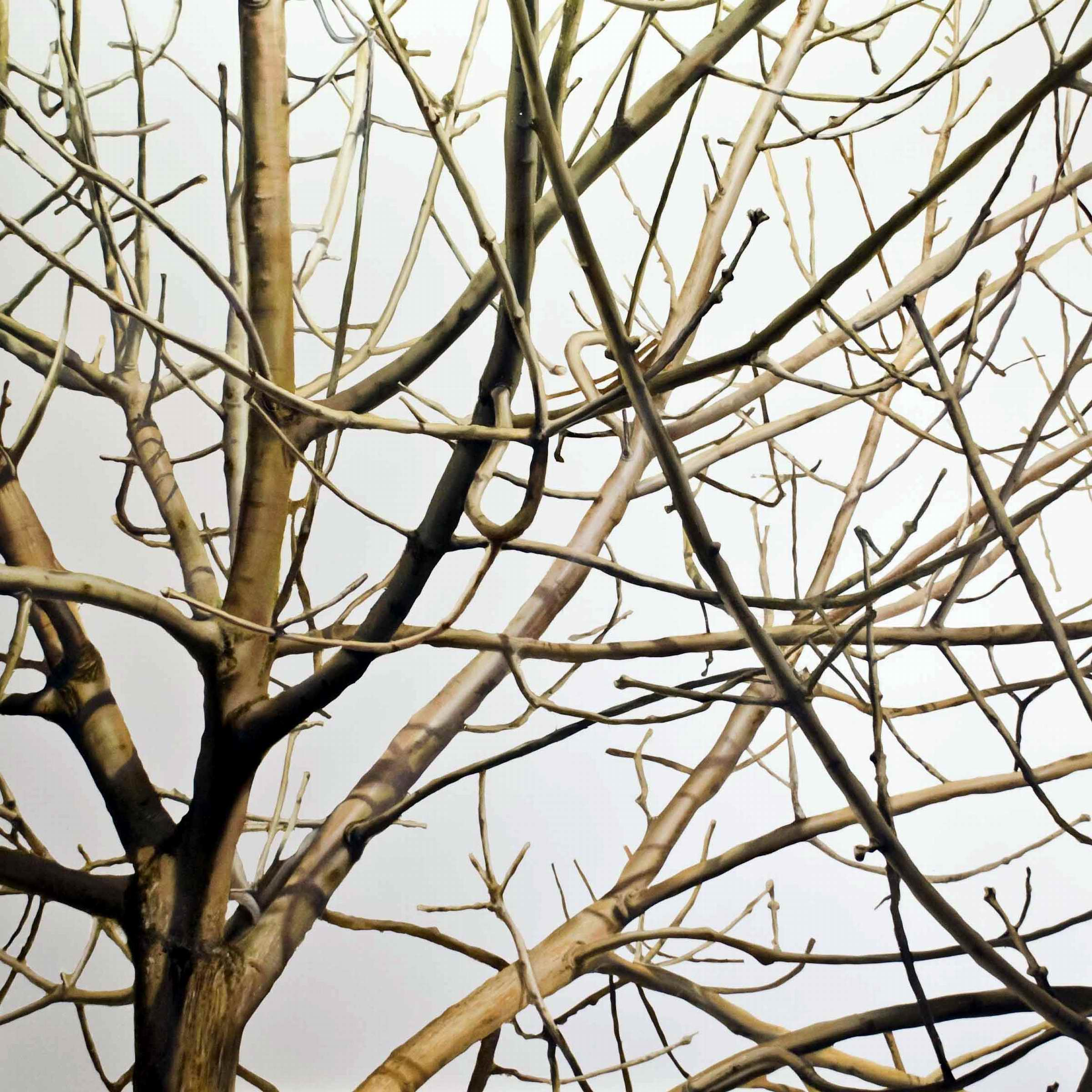
Cruzamiento. Óleo sobre aluminio. 100x100 cm. 2009

## Biografía
Fernando Zaparaín (Burgos, 1964) es arquitecto, pintor y profesor universitario. Forma parte del estudio amas4arquitectura junto a Javier López de Uribe, Fermín Antuña y Eduardo García.

## Arquitectura
Entre sus obras se incluyen, viviendas, residencias y edificios asistenciales para fundaciones como Intras o Aspaym, además de centros dotacionales como la Escuela Deportiva Niara o la bodega Pago de Carraovejas, que han recibido diversos premios (medalla de Plata en la Trienal Interarch’97, 2.º premio en el concurso para la calle Mayor y 3.er premio en el concurso para la Isla dos aguas, ambos en Palencia). Estos proyectos han sido publicados en las revistas Conarquitectura y En Blanco, y en los libros CIAB o la Guía de Arquitectura Contemporánea de León. Sus obras se han incluido en exposiciones como De Arquitectos Concursos (2011) en el Museo Patio Herreriano de Valladolid y Arquitectura Zamorana del siglo XXI (2011). Es autor del libro Castilla y León, arquitectura de la primera década del siglo XXI (2011) y comisario en 2012, junto al fotógrafo Justino Díez, de la exposición de Arquitectura ARQXXICYL de la Fundación Villalar.

### Obras Representativas
- Rehabilitación de la Iglesia de San Ginés en Villabrágima
- Centro residencial para lesionados medulares ASPAYM. Valladolid 2003-2006
- Centro deportivo y cultural NIARA. Valladolid 2006-10
- Centro de día para personas con discapacidad psíquica INTRAS. Toro(Zamora) 2006-09
- Centro de día para personas con discapacidad física ASPAYM. León 2008-12
- Bodegas Pago de Carraovejas. Peñafiel(Valladolid) 2003-12

## Actividad docente
Arquitecto (1989) y doctor (1995) por la Escuela Técnica Superior de Arquitectura de Valladolid, en cuya Escuela de Arquitectura imparte clases desde 1997 y de la que es Profesor Titular (2002) en el área de Proyectos Arquitectónicos. Su docencia se ha centrado en los últimos cursos y doctorado, con numerosos proyectos fin de carrera dirigidos. Ha sido Subdirector de Relaciones Internacionales (2002-2008) y ha participado como profesor invitado en intercambios con las escuelas de Versalles, Salerno, Nápoles y Beira Interior.

## Investigación arquitectónica
El tema de su tesis “Le Corbusier: artista héroe y hombre tipo”, se desarrolló con diversas estancias en la Fondation Le Corbusier de París. Después de su publicación ha dado lugar a otros libros como Le Corbusier: sistemas de movimiento y profundidad o Idea, forma y experiencia, y a capítulos de libros y artículos en revistas especializadas como EGA, Ra, Progreso, Proyecto y Arquitectura, Minerva o Arquitectura Viva. Ha sido investigador en varios proyectos de I+D+i del Ministerio de Ciencia e Innovación y de la Junta de Castilla y León.

## Patrimonio y restauración
Ha intervenido en diversos edificios históricos como la iglesia de San Ginés de Villabrágima o el Pasaje Gutiérrez, en Valladolid. Es integrante y creador del equipo Estudios de Patrimonio Histórico Industrial que ha elaborado el Inventario del Patrimonio Industrial de la provincia de Palencia y el Libro Blanco del Patrimonio Industrial de Castilla y León. Esos trabajos han tenido reflejo en los congresos de INCUNA y la Asociación Española de Historia Económica. Es autor de capítulos en libros como el titulado Valladolid, arte y cultura (1998) o artículos de revistas como Restauración y Rehabilitación. colaborador habitual en la prensa periódica sobre estos temas. Ha pertenecido a consejos asesores como el de la Catedral de Burgos. Miembro de número desde 2009 de la Real Academia de Bellas Artes de la Purísima Concepción de Valladolid.

## Narrativa gráfica y moda
Autor de diversos artículos sobre espacio, artes visuales, cómic y cine, en revistas como Cuadernos de Literatura Infantil y Juvenil, Nuestro Tiempo o Arquitectura Viva y capítulos de libros para editoriales como Routledge (“Off-Screen: The Importance of Blank Space”) y El Banco del Libro. Coordinó un ciclo sobre espacio y cine para la SEMINCI. Ha publicado junto a Luis Daniel González, con las universidades de Valladolid y Castilla-La Mancha, el libro “Cruces de caminos. Álbumes ilustrados: construcción y lectura”, premio a la mejor monografía en las áreas de Ciencias Humanas y Sociales de los XIV Premios Nacionales de Edición Universitaria (2011). Ha colaborado en publicaciones y actividades relacionadas con el diseño de moda a través del grupo Obtem y las Jornadas de Moda de la Universidad de Valladolid.

## Pintura
Desde sus inicios como colaborador en el Departamento de Expresión Gráfica de la Escuela de Arquitectura, ha realizado exposiciones individuales de dibujos, acuarelas y óleos, en el Aula Espolón (Burgos 1998), las salas BBVA (1998 y 2001) y Caja del Círculo (1999). Más recientemente ha expuesto en sedes institucionales como la Sala Municipal Teatro Calderón de Valladolid en 2008 (para la que fue seleccionado en la convocatoria oficial), el Museo de la Universidad de Valladolid en 2009, el Museu de Lanificios de la Universidade da Beira Interior (Portugal) en 2010, la galería Espacio 36 (Zamora) en 2011 y el Arco de S. María del Instituto Municipal de Cultura de Burgos (2012).

## Publicaciones
Libros:
- Arquitectura para el siglo XXI en Castilla y León (fotografías de Justino Díez). Fundación Villalar, Valladolid 2011, ISBN 978-84-938883-0-5, 226 páginas.
- Cruces de caminos. Álbumes ilustrados: construcción y lectura. Universidad de Valladolid, Valladolid 2010, ISBN 978-84-8448-537-7, y coeditado por Ediciones de la Universidad de Castilla-La Mancha y CEPLI, Cuenca 2010, ISBN 978-84-8427-744-6, 384 páginas.
- Le Corbusier, artista-héroe y hombre-tipo. UVA, Valladolid 1997, ISBN 84-7762-691-X, 237 páginas.

Capítulos en libros:
- La mirada de Le Corbusier en el libro Intercambios. Seminarios de investigación, Academia de Bellas Artes de la Purísima, Valladolid 2011, ISBN 978-84-615-4710-4, 16 páginas (79-95).
- La puesta en valor del patrimonio industrial: inventariarlo. Una muestra del caso palentino en el libro La gestión del patrimonio. Hacia un planteamiento sostenible, AR&PA (Junta de Castilla y León), Valladolid 2010, ISBN 978-84-9718-618-6, 6 páginas (227-232).
- Off-Screen: The Importance of Blank Space (capítulo XII) en el libro New Directions in Picturebook Research, Routledge, New York 2010, ISBN 978-0-415-87690-2, 12 páginas (165-176).
- El siglo XX. Arquitectura incidental para la ciudad de Valladolid, en el libro Valladolid, Arte y Cultura. Ed. Diputación Provincial, Valladolid 1998, ISBN 84-7852-101-1, 20 páginas (115-135).

Artículos en revistas:
- Le Corbusier: concursos y palacios en revista Proyecto, Progreso y Arquitectura n.º 7, Sevilla, noviembre de 2012 (año III), ISSN 2171-6897, pag. 160-173.
- Centro deportivo y cultural Niara en revista Conarquitectura n.º 44, Madrid, octubre de 2012, ISSN 1578-0201, 8 páginas (11-18).
- Bodega Pago de Carraovejas en revista En Blanco n.º 10, Valencia, septiembre de 2012, ISSN 1888-5616, 14 páginas (32-Patrimonio histórico industrial e historia económica en revista Áreas n.º 29, Madrid 2010, ISSN 0211-6707, pag. 39-49.
- El espacio narrativo de Tintín, en revista Arquitectura Viva n.º 112, Madrid 2007, ISSN 0214-1256, pag. 88-91.
- Dibujando en la Cartuja de Ema, Revista EGA n.º 12, Ed. Departamentos de Expresión Gráfica de las ETSA de España, 2007, ISBN 84-604-5250-6, 12 páginas (140-151).
- Le Corbusier en la villa Savoye: la otra promenade en revista RA n.º 7, EUNSA, Pamplona 2005, ISSN 1138-5596, 10 pag. (61-70).

Artículos en revistas digitales:
- Bodega Pago de Carraovejas en web Arquitectura Blanca
- Centro deportivo y cultural Niara en web Archdaily
- Bodega Pago de Carraovejas en web Europa Concorsi
- Bodega Pago de Carraovejas en web Archdaily
- Bodega Pago de Carraovejas en web Archworlds
- Bodega Pago de Carraovejas en web plataforma arquitectura

## Premios
- 2011 - Premio a la mejor monografía en las áreas de Ciencias Humanas y Sociales. XIV Premios Nacionales de Edición Universitaria.
- 2000 - Diploma por la International Academy of Architecture en la IX Trienal Mundial de Arquitectura en Sofía, Bulgaria (Interarch´2000).
- 1997 - Medalla de Plata y Laureada por la International Academy of Architecture en la VIII Trienal Mundial de Arquitectura en Sofía, Bulgaria (Interarch´97).